# Agape (Grieks woord)

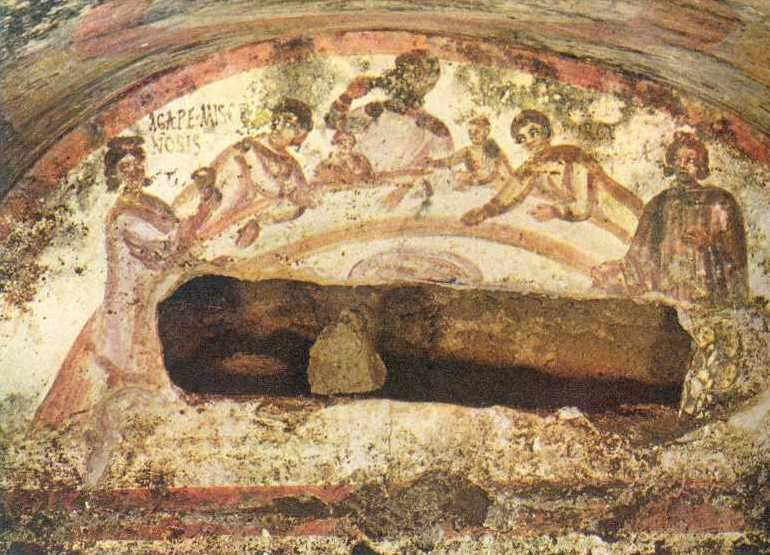
Voorstelling van een agapefeest in de catacomben van de H. Marcellinus en Peter, Rome

Agape, Oudgrieks: ἀγάπη, is een Grieks woord, dat in het Nederlands vaak met 'liefde' wordt vertaald.  
Dit wordt vaak gezien als een verarming van het woord in zijn volledige betekenis. Met a'ga·pe wordt een door beginselen geleide of beheerste liefde bedoeld. Ze kan al dan niet genegenheid en warme gevoelens inhouden. Deze liefde richt zich op de behoeften van de ander, zoekt wat het beste voor de ander is en laat de ander de vrije keus om die liefde te beantwoorden of niet.  

## Gebruik in de Bijbel en daarbuiten

### Klassiek Grieks
Het woord agape zelf werd door de Grieken niet vaak gebruikt: eros, de geslachtelijke liefde, en philia, vriendschap, komen veel meer voor. Agape werd in het Latijn vaak vertaald als caritas, wat men kan vertalen naar het Nederlands als dierbaarheid of naastenliefde. Toch heeft men enkele niet-Joodse inscripties gevonden met het woord. Vanaf Homerus, 800 v.Chr., vinden we echter wel de verwante woorden als agapaō, ik heb lief, en agapētos, geliefd.

### Septuaginta en Nieuwe Testament
Het woord agape wordt in de Septuagint en ook bij de Joodse schrijver Philo van Alexandrië vaak gevonden en het komt in het Nieuwe Testament 110 keer voor. Het woord eros, dat de liefde tussen de seksen weergeeft, komt in de Bijbel alleen in de Griekse vertaling van het Oude Testament, in de Septuagint, voor, maar niet in het Nieuwe Testament. De pauselijke encycliek Deus Caritas Est geeft een christelijke visie op de (positieve) samenhang tussen eros en agape. 
Storge, zoiets als: genegenheid, komt alleen voor in het Nieuwe Testament in samengestelde woorden. In Romeinen 12:10 φιλόστοργοι, philostorgoi, daar te vertalen met de koesterende liefde zoals van een moeder voor haar kind. Het tegengestelde astorgos komt ook voor, in 2 Timoteüs 3:3. Het betekent het ontbreken van deze natuurlijke liefde onderling. 
Het zelfstandige naamwoord agape is daarmee de meest voorkomende soort liefde in de Bijbel, en is de grondslag voor bijvoorbeeld 1 Korinthiërs, hoofdstuk. 13. De concordantie van Strong geeft de volgende betekenis aan: broederlijke liefde, genegenheid, het goedgezind zijn, liefde, welwillendheid. In Johannes 21:15-17 worden beide woorden, agape en philia, gebruikt. In de NBG-vertaling zijn ze respectievelijk vertaald als 'waarlijk liefhebben' en 'liefhebben'. In de NBV-vertaling werd gekozen voor 'liefhebben' en 'houden van'. De Herziene Statenvertaling heeft eveneens 'liefhebben' en 'houden van'. 
Agape kiest ervoor de ander te beschouwen zoals in 1 Korintiërs 13 gebeurt: altijd bereid het beste van de ander te denken, klaar om te vergeven, bereid het beste voor de ander te zoeken. Als dit volkomen ontbreekt is het christelijk leven zinloos. Een belangrijke eigenschap van agape, caritas, is dat ze niet gebaseerd is op de eigen behoeften. Het Nieuwe Testament leert dat de mens deze agape van God ontvangt, opdat we die zelf weer door geven.

## Liefde in soorten
Er zijn meer soorten liefde te onderscheiden:
- Genegenheid, Grieks storge, zoals tussen ouders en kinderen. Het woord komt in de Bijbel niet voor, het onderwerp zelf wel.[6]
- Vriendschap, Grieks philia. de Bijbel spreekt vaak van philadelphia, liefde als broeders en zusters onderling.
- De geslachtelijke liefde, eros. Hier kan onderscheid gemaakt worden tussen zuiver lichamelijke aantrekkingskracht, verliefdheid, en de liefde als in een huwelijk. Ook hier geldt dat het onderwerp zelf in de Bijbel voorkomt, maar het woord in het Nieuwe Testament niet en in de Septuagint maar zelden. Merkwaardig is dat in het boek Hooglied, waar je het woord eros zou verwachten, in de Griekse vertaling liefde agape wordt genoemd.
- Liefde als keus, agape, zoals hierboven beschreven.